# Bedevaartskerk van Stadl-Paura
De rooms-katholieke Bedevaartskerk Stadl-Paura van de Heilige Drievuldigheid (Duits: Wallfahrtskirche Stadl-Paura Zur Heiligen Dreifaltigkeit) is een barokke kerk in Stadl-Paura, Opper-Oostenrijk. De kerk werd in de jaren 1714-1724 door de uit Linz afkomstige bouwmeester Johann Michael Prunner op de Pauraberg bebouwd.

## Geschiedenis en beschrijving
In 1713 werd Oostenrijk geteisterd door een uitbraak van de pest. Maximilian Pagl, die in Stadl-Paura was geboren en destijds de abt van het stift Lambach was, geloofde dat men zich kon behoeden voor de pest wanneer men een bijzondere kerk zou bouwen. Dus gaf de abt in 1714 de opdracht aan Prunner om de kerk te bouwen. De bouwtijd duurde 10 jaar en de prins-bisschop Johann Philipp graaf van Lamberg wijde de kerk op 29 juli 1725 in.
Wegens de specifieke bouwwijze is de kerk inderdaad een bijzonder kerkgebouw. Het getal drie als symbool van de Heilige Drievuldigheid beheerst het hele kerkgebouw. Het heeft drie torens, drie altaren, drie orgels, drie halve koepels, drie portalen en zelfs het grondvlak van de kerk is driehoekig. Alle drie de altaren worden gebruikt, driemaal per jaar veranderen volgens vast patroon de zitplaatsen, het ingangsportaal en de kijkrichting van de gelovigen. Het plan van de driehoekige plattegrond voor de Drievuldigheids kerk is ook aanwezig in de barokke bedevaartskerk van het Tsjechische Trhové Sviny.
Alle schilderijen in de kerk zijn van de hand van Martino Altomonte, Carlo Carlone en Domenico Parodi. Het stucwerk stamt van Johann Georg en Franz Josef Holzinger.
In het kader van het 275-jarige jubileum van de kerk werd het gebouw geheel gerenoveerd. Deze renovatie werd noodzakelijk door schade als gevolg van weersinvloeden en het binnendringen van hemelwater in de koepel.
Ook de pastorie werd door Prunner gebouwd. Oorspronkelijk deed het dienst als weeshuis, dan als een tehuis voor kinderen met een beperking en later nog als een internaat priesterstudenten.